# Alchemilla erodiifolia
Alchemilla erodiifolia é uma espécie de rosácea do gênero Alchemilla, pertencente à família Rosaceae.